# Bodilus kububanus
Bodilus kububanus är en skalbaggsart som beskrevs av Hermann Julius Kolbe 1908. Bodilus kububanus ingår i släktet Bodilus och familjen Aphodiidae. Inga underarter finns listade.